# Azot-dioksid
Azot-dioksid je hemijsko jedinjenje sa formulom NO
2. On je jedan od nekoliko oksida azota. NO
2 je intermedijar u industrijskoj sintezi azotne kiseline. Milioni tona ove kiseline se proizvedu svake godine. Ovaj crveno smeđi toksični gas ima karakteristični oštar miris. On je zagađivač vazduha. Azot-dioksid je paramagnetičan povijeni molekul sa  simetrijom.

## Osobine
Azot-dioksid ima molarnu masu od 46.0055, te je teži od vazduha, čija prosečna molarna masa je 28.8. Na osnovu zakona o idealnim gasovima, NO2 je gušći od vazduha.
Dužina veze između atoma azota i kiseonika je 119.7 . Ova dužina veze je konzistentna sa redom veze od jedan i jedna četvrtina, kao u ozonu (O3). Osnovno elektronsko stanje azot-dioksida je stanje dubleta, pošto postoji jedan nespareni elektron koji je delokalizovan preko obe veze.

## Pojava
-NO- postoji u ravnoteži sa azot tetroksidom 
Ravnoteža je karakterisana sa -1=ΔH = −57.23 kJ/mol-, te je reakcija egzotermna. Na višim temperaturama ravnoteža se pomera na levo. Bezbojni dijamagnetik -N- se može dobiti kao čvrsta materija sa tačkom topljenja na −11.2 °.

## Priprema i reakcije
Azot-dioksid tipično nastaje putem oksidacije azot-monoksida kiseonikom u vazduhu:
U laboratorijskim uslovima, 
2 se može pripremiti putem dvostepene procedure toplotnom dekompozicijom azot pentoksida, koji se dobija dehidracijom azotne kiseline:
Termalna dekompozicija nekih metalnih nitrata takođe proizvodi 
2:
Alternativno, redukcija koncentrovane azotne kiseline metalom (kao što je bakar) se može koristiti.
Finalno dodavanjem koncentrovane azotne količine kalaju nastaje 
2 i kalajna kiselina kao sporedni proizvod.

## Spoljašnje veze
- Međunarodna karta hemijske bezbednosti 0930
- Oksidi azota